# Brendan Nelson
Bác sĩ Brendan John Nelson (sinh 19 tháng 8 năm 1958) là một chính trị gia Úc, lãnh tụ Đảng Tự do Úc và lãnh tụ đối lập trong Quốc hội Úc.
Nelson là nghị viên Hạ viện Úc từ tháng 3 1996, đại biểu cho khu Bradfield (New South Wales). Sinh ra tại Melbourne, Victoria (Úc) và theo học và tốt nghiệp ngành y khoa tại Đại học Flinders ở Adelaide. Ông làm bác sĩ đa khoa tại Hobart, Tasmania từ năm 1985 đến 1995. Nelson vốn luôn mộng làm chính trị nên trải qua nhiều chức vụ trong Hội Y Sĩ Úc, lên đến chức chủ tịch hội năm 1993. Trong thời gian này ông gia nhập Đảng Lao động Úc, tuyên bố ông chưa bao giờ bầu cho Đảng Tự do. Nhưng đến 1994 thì Nelson được lãnh tụ Đảng Tự do mời gọi và đổi ý, sang gia nhập Đảng Tự đo Úc. Năm 1995 ông được Đảng Tự do cho giữ ghế đại biểu ở Bradfield (một địa hạt vững chắc của Đảng Tự do). Người ta cho rằng Nelson trở cờ sang theo phe Tự do là vì Đảng Lao động khước từ không cho ông ghế chắc ăn (địa hạt Denison).
Nelson lên chức Bí thư Bộ Quốc phòng năm 2001. Sau cuộc bầu cử liên bang Úc năm 2001 ông lên làm Bộ trưởng về Giáo dục, Khoa học và Huấn luyện. Trong chức vụ này, ông tạo nhiều thay đổi trong hệ thống giáo dục cấp đại học và bị các hội đoàn sinh viên học sinh Úc chống đối rất mạnh mẽ.
Nelson ủng hộ giáo dục về chủ nghĩa thiết kế do tạo hoá bên cạnh luận lý tiến hoá nếu cha mẹ học sinh cho phép.
Ngày 24 tháng 1 năm 2006 Nelson được John Howard thăng chức lên làm Bộ trưởng Quốc phòng Úc.
Sau khi Liên đảng Úc thất cử nặng nề cuối năm 2007, John Howard từ chức lãnh tụ Đảng Tự do Úc. Brendan Nelson ra tranh chức với Malcolm Turnbull và thắng với tỉ lệ số phiếu rất nhỏ (45-42). Ông lên làm lãnh tụ Đảng Tự do Úc ngày 29 tháng 11 năm 2007 và đương nhiên trở thành lãnh tụ phe đối lập trong quốc hội Úc. Theo dự đoán thì trong tương lai gần đây một số thành viên trong đảng của ông sẽ thách thức chức lãnh tụ này.